# Party Sequence
"Party Sequence" es la séptima canción del tercer álbum de la banda inglesa de rock progresivo Pink Floyd, Soundtrack from the Film More. Es una breve pieza instrumental coescrita por todos los miembros de la banda, y consiste en una secuencia de percusión tribal, y un silbote irlandés tocando la melodía de "Seabirds", una canción que Pink Floyd grabó para la película pero no fue incluida en el álbum.

## Personal e instrumentario
- Nick Mason: bongós

- Lindy Mason: silbote irlandés